# Der Schrei der Taube
Der Schrei der Taube (Originaltitel Betrayal of the Dove) ist ein US-amerikanischer Thriller von Strathford Hamilton aus dem Jahr 1993. Die Hauptrollen sind besetzt mit Helen Slater, Billy Zane, Kelly LeBrock und Alan Thicke.

## Handlung
Ellie West ist von ihrem Mann Jack geschieden und sorgt allein für ihre siebenjährige Tochter Autumn. Ihre Freundin Una und ihr Chef Sid versuchen, Ellie mit Männern bekanntzumachen, mit denen sie ausgehen könnte. So lernt sie den Arzt Jesse Peter kennen, mit dem sie eine Beziehung eingeht, obwohl er früher einmal mit ihrer besten Freundin Una zusammen war.
Sid macht Ellie mit seinem Verwandten Norman, einem Anwalt, bekannt, der sie – rein freundschaftlich – ins Kino begleitet. Daraufhin offenbart Norman ihr, dass er einen Bekannten gebeten hatte, die Kreditkartenausgaben von Ellie zu überprüfen, um ihre cineastischen Vorlieben zu erfahren. Norman fügt hinzu, dass Jack seine zahlreichen Schulden, die er vor der Scheidung mit Ellie noch angeführt hat, zügig gezahlt hat, sobald die Scheidungsmodalitäten beendet waren. Ellie vermutet daraufhin, dass Jack über Geld verfügt, das er vor ihr versteckt gehalten hat.
Als Ellie wegen ihrer entzündeten Mandeln endlich ins Hospital geht, um diesen Eingriff, der eigentlich Routine ist, endlich hinter sich zu bringen, erleidet sie überraschend einen Herzstillstand. Jesse ist der Operateur. Wie es aussieht liegt die Schuld daran bei dem Anästhesisten Dr. Gabe, der das Ellie verabreichte Betäubungsmittel wohl zu hoch dosiert hat. Zum Glück kann Ellie reanimiert werden. Jesse, den das alles sehr mitgenommen zu haben scheint, droht dem Anästhesisten mit einem Verfahren vor der Ärztekammer.
Norman führt inzwischen Nachforschungen durch und beobachtet auch Jack und Una, die scheinbar mehr verbindet als nur Freundschaft. Dann gelingt es ihm, Jack und Una zusammen zu fotografieren, als sie sich in aller Heimlichkeit mit dem Anästhesisten Dr. Gabe treffen – ausgerechnet dem Arzt, der bei Ellies Operation wohl versagt hat.
Ein weiterer Anschlag auf Ellies Leben erfolgt, als ihr Auto durch eine Sprengstoffexplosion zerstört wird. Letztendlich stellt sich heraus, dass Ellies sogenannte beste Freundin Una gemeinsam mit Ellies Ex-Mann Jack die Hände im Spiel hat. Dass auch Jesse, der immer noch mit Una zusammen ist, mit beiden unter einer Decke steckt, ist besonders abscheulich. Das Motiv der drei: Ellie besitzt Anteile an einem Unternehmen, dessen Wert aller Wahrscheinlichkeit nach demnächst durch die Decke gehen wird. Das hatten sie herausgefunden.

## Produktion

### Produktionsnotizen, Soundtrack
Drehorte für den ab dem 3. August 1992 gedrehten Film waren Los Angeles in Kalifornien und dort auch das Queen of Angels Hospital. Die Dreharbeiten wurden am 29. August 1992 abgeschlossen. Produziert wurde der Film von J&M Entertainment und der Prism Entertainment Corporation.
Im Soundtrack des Films ist der von Alan DerMarderosian geschriebene Song In Love With You, gesungen von Matthew Lehmann zu hören, desgleichen der Song Mystery Girl, geschrieben und vorgetragen von Jimi James.

### Veröffentlichung
Der Film hatte seine Premiere in den Vereinigten Staaten am 2. Juni 1993, allerdings auf Video. Die Videopremiere in Deutschland erfolgte im Februar 1994, die im Vereinigten Königreich Ende März 1995, die in Japan Anfang Februar 1997 und die in Frankreich im Februar 2011. Veröffentlicht wurde der Film zudem in Argentinien, Bulgarien, Kanada, Finnland, Italien, Mexiko, Polen, Portugal, Russland und in Spanien.

## Kritik
Die Zeitschrift TV direkt 10/2007 schrieb, der Film weise „kein Gespür für Logik“ auf.
Die Redaktionskritik der Filmzeitschrift Cinema fiel folgendermaßen aus: „Ein intrigantes und tödliches Verwirrspiel, bei dem niemand weiß, was der jeweils andere denkt, fühlt und tun wird.“ Fazit: „Ufff Thrill bis zum letzten Schrei“
Der Kritiker Hal Erickson der New York Times meinte, der Film sei „in einem vernünftigen Maße verwirrend“.
Die American Humane Association bescheinigte der Filmhandlung „zahlreiche Wendungen“ zu nehmen, insgesamt sei der Film aber annehmbar („acceptable“).
Cody Hamman bewertete den Film für Life Between Frames und meinte, der Thriller sei im Stil etwas, was man auch auf dem Lifetime-Kanal sehen würde, allerdings ohne den zusätzlichen Bonus der Nacktheit. Abschließend führte Hamman aus, Betrayal of the Dove sei ein Popcorn-Thriler, der einen Blick wert sei.
Auf der Seite Through the Shattered Lens befasste sich Jedadiah Leland mit dem Film und meinte, auch wenn der Titel wie eine Produktion von Merchant Ivory aus den frühen 90ern klinge, sei der Film eigentlich nur ein weiterer Erotik-Thriller, wie er früher ausschließlich im Late-Night-Cinemax gezeigt worden sei. Was ihn allerdings unterscheide, sei die ausgezeichnete Besetzung mit Schauspielern, die normalerweise nicht in Filmen wie diesem auftreten würden.